# Эстергётланд (провинция)
Э́стергётланд, Эстеръётланд (швед. Östergötland) — историческая провинция в Швеции в историческом регионе Гёталанд.
Площадь — 9979 км², численность населения — 417 963 человек (2007).
На территории провинции расположен современный лен Эстергётланд, который однако также включает небольшие части других провинций.
Впервые упоминается Иорданом в труде «О происхождении и деяниях гетов» как Остроготия — область в Скандзе. Три наследных шведских принца в XIX—XX вв. носили титул герцога Эстергётландского (в том числе будущий Оскар II). C 1832 г. провинцию пересекает Гёта-канал. Главные города — Линчёпинг, Норрчёпинг, Вадстена.

## Достопримечательности
- Замок Стегеборг — руины средневекового замка.